# Ramón Galleguillos
Ramón Ernesto Galleguillos Castillo (Iquique, 26 de julio de 1953) es un Comunicador social y político del partido Renovación Nacional. Fue concejal por la comuna de Iquique por el periodo 1992 a 2004 y luego alcalde por la recién creada comuna de Alto Hospicio entre 2004 y 2016. Se desempeñó como diputado por el Distrito 2 de la Región de Tarapacá entre 2018 y 2022.

## Biografía
Hijo de Gumberto Galleguillos Bernazar e Inés Castillo Murray. Está casado con Doratriz Amanda Rivera Gárate y tiene 2 hijas.
Cursó sus estudios primarios en la Escuela Básica N.° 23 de Estación Baquedano de Antofagasta y en el Centro de Educación General Básica de Iquique y sus estudios de enseñanza media en la Escuela Industrial de Iquique.

## Trayectoria profesional
Después de cursar su enseñanza media entre los años 1970 a 1982, se desempeñó como Jefe de Exportaciones en la Pesquera Indo. Luego, hasta 1990, trabaja en una empresa de transportes y manejo de tierras.
En la década de 1990, se desempeña como Comunicador social y director en diversos medios informativos de la Región de Tarapacá, entre ellos, Radio Nacional de Chile, Radio Bravissima y Radio Paulina 89.3 FM. En esta última, realizó comentarios de actualidad política.

## Carrera política
Su carrera política se inicia en 1992, en las primeras elecciones municipales realizadas después del retorno a la democracia. Postula como Independiente Lista D “Unión Por Chile”, resultando electo concejal de la Municipalidad de Iquique, cargo que ejerció por tres períodos consecutivos hasta 2004.
En 1993, ingresa a las filas del partido Renovación Nacional, el cual abandona en el año 2003 e ingresa al partido Unión Demócrata Independiente, retornando a Renovación Nacional en 2016.
En 2004, es electo como el primer alcalde de la comuna de Alto Hospicio con 4382 votos, equivalentes al 35,01 % de los sufragios, representando a la Unión Demócrata Independiente. En  2008, fue reelecto como alcalde de la Municipalidad de Alto Hospicio con 9522 votos, equivalentes al 65,35 % de los sufragios, alcanzando una votación histórica. Más tarde en las elecciones municipales del 28 de octubre de 2012, se presenta a la reelección por un tercer periodo consecutivo, resultando electo con el 60, 40 % de los sufragios, equivalentes a 7448 votos. Para más tarde el año 2016, postular nuevamente a la reelección como alcalde de Alto Hospicio, siendo derrotado en la elección realizada el 23 de octubre de 2016, donde obtuvo 4795 votos, equivalentes al 34,99 % de los sufragios.
El 15 de noviembre de 2016, por Decreto Alcaldicio N.° 4046/2006 de la Municipalidad de Alto Hospicio, renuncia a su cargo de Alcalde, para postular a la Cámara de Diputados. Tras 12 años de militancia en la Unión Demócrata Independiente, en el 2016 renuncia a ese partido y pasa a formar del partido Renovación Nacional nuevamente.
En el mes de agosto de 2017, inscribe su candidatura a la Cámara por el 2° Distrito, que comprende las comunas de Alto Hospicio, Camiña, Colchane, Huara, Iquique, Pica y Pozo Almonte, de la Región de Tarapacá, en representación del partido Renovación Nacional, para las elecciones parlamentarias del 19 de noviembre de ese año, resultando electo con 17 159, equivalentes al 19,02 % de los sufragios.

## Historial electoral

### Elecciones municipales de 1992
- Elecciones municipales de 1992, para la conformación de la Municipalidad de Iquique [2]

(Se consideran los candidatos con mayores votaciones)

### Elecciones municipales de 1996
- Elecciones municipales de 1996, para la conformación de la Municipalidad de Iquique [3]

(Se consideran los candidatos con mayores votaciones)

### Elecciones municipales de 2000
- Elecciones municipales de 2000, para la conformación de la Municipalidad de Iquique [4]

(Se consideran los candidatos que resultaron elegidos)

### Elecciones municipales de 2004
- Elecciones municipales de 2004, para la alcaldía de Alto Hospicio [6]

### Elecciones municipales de 2008
- Elecciones municipales de 2008, para la alcaldía de Alto Hospicio [7]

### Elecciones municipales de 2012
- Elecciones municipales de 2012, para la alcaldía de Alto Hospicio [8]

### Elecciones municipales de 2016
- Elecciones municipales de 2016, para la alcaldía de Alto Hospicio [9]

### Elecciones parlamentarias de 2017
- Elecciones parlamentarias de 2017 a Diputado por el distrito 2 (Alto Hospicio, Camiña, Colchane, Huara, Iquique, Pica y Pozo Almonte)[10]

### Elecciones parlamentarias de 2021
- Elecciones parlamentarias de 2021 a Diputado por el distrito 2 (Alto Hospicio, Camiña, Colchane, Huara, Iquique, Pica y Pozo Almonte)[11]